# Dina Nuerlan
Dina Nuerlan (* 25. Juni 1998) ist eine chinesische Leichtathletin, die sich auf den Hochsprung spezialisiert hat.

## Sportliche Laufbahn
Erste internationale Erfahrungen sammelte Dina Nuerlan im Jahr 2025, als sie bei den Asienmeisterschaften in Gumi mit übersprungenen 1,83 m den fünften Platz belegte. 
2023 wurde Nuerlan chinesische Meisterin im Hochsprung im Freien sowie 2025 in der Halle.